# Атака на конвой BN 7
Атака на конвой BN 7 — морський бій, який відбувся 20-21 жовтня 1940 року в Червоному морі між італійським флотом та конвоєм союзників «BN 7».

## Передумови
Під час другої світової війни через Червоне море проходив важливий для Великої Британії шлях із Середземного моря в Індійський океан і на Далекий Схід. Їх опорні бази - Суец і Порт-Судан.
Але на півдорозі розміщувалась італійська військово-морська база Массауа, якою командував адмірал Маріо Бонетті. 
На момент вступу Італії у Другу світову війну влітку 1940 року на базі перебували есмінці  типу «Леоне» («Леоне», «Тігре», «Пантера»), есмінці типу «Надзаріо Сауро» («Чезаре Баттісті», «Даніеле Манін», «Франческо Нулло», «Надзаріо Сауро»), підводні човни та торпедні катери.
І хоча база була відрізана від постачання з Італії, і кожен вихід в море призводив до витрат палива та зменшення ресурсу механізмів, проте італійці при кожній нагоді намагались перехопити британські конвої.

## Хід бою
У жовтні 1940 року британці організували конвой «BN 7» із 32 транспортних суден, які охороняли легкий крейсер «Ліндер», есмінець «Кімберлі», шлюпи «Окленд», «Ярра», «Індес», та тральщики «Дербі» та «Хантлі».
На перехоплення конвою увечері 20 жовтня вирушила ескадра з 4 італійських есмінців. Два повільніші, але краще озброєні «Леоне» та «Пантера» (командир Паоло Алоїзі) мали відволікти на себе кораблі супроводу, тоді як швидші «Франческо Нулло» (капітан Костантіно Борсіні) і «Надзаріо Сауро» мали атакувати транспортні кораблі.
О 21:15 кораблі розділились. О 23:21 «Пантера» помітила дим від кораблів конвою і разом з «Леоне» рушила на перехоплення.
О 2:19 21 жовтня «Ліндер» помітив дим від 2 есмінців та рушив напереріз. «Пантера» відрила вогонь, пошкодивши «Ярра». Потім італійський есмінець здійснив 2 торпедних залпи по 2 торпеди у кожному, але «Ярра» зумів ухилитись від них.
В цей час підійшли «Франческо Нулло» і «Надзаріо Сауро», які теж відкрили вогонь. «Надзаріо Сауро» випустив торпеду по «Ліндеру» о 1:48, але не влучив. «Ліндер» відкрив вогонь у відповідь. О 2:07 «Надзаріо Сауро» здійснив ще одну безрезультатну торпедну атаку та повернув у напрямку Массауа.
На «Франческо Нулло» заклинило стернове управління, і він не міг вести вогонь. Борсіні спрямував корабель до острова Харміль під захист берегових батарей.
«Ліндер» вів перестрілку з іншими італійськими кораблями, але вони вже віддалялись у напрямку Массауа. О 2:20 він помітив «Франческо Нулло» і відкрив по ньому вогонь, пошкодивши гірокомпас та артилерійський директор, але в імлі втратив контакт з італійським кораблем і повернувся до конвою. 
О 3:50 «Кімберлі» помітив див «Франческо Нулло» і пішов йому назустріч. Борсіні спочатку подумав, що це «Надзаріо Сауро», але о 5:40 «Кімберлі» відкрив вогонь. «Франческо Нулло» відкрив вогонь у відповідь, продовжуючи відходити до Харміля. О 6:20 італійський есмінець пошкодив гвинт, а о 6:25 в нього влучили 2 торпеди. Борсіні наказав покинути корабель. О 6:35 в корабель влучили ще 2 торпеди, внаслідок вибуху він розламався надвоє та затонув. Борсіні відмовився покинути корабель. Разом з ним залишився його ад'ютант Вінченцо Ч'яраволо (італ. Vincenzo Ciaravolo). Обоє посмертно були нагороджені «Золотою медаллю за військову доблесть».
У цей час по «Кімберлі» відкрили вогонь берегові батареї на острові Харміль. Снаряди влучили у машинне відділенні та виведи з ладу 2 гармати. «Ліндер» повернувся йому на допомогу. Він взяв пошкоджений есмінець на буксир і відбуксирував його в Порт-Судан.

## Наслідки
Італійці втратили 1 есмінець та 14 загиблих. У британців було 3 поранених, пошкоджений один транспорт та есмінець «Кімберлі». Він пройшов тимчасовий ремонт і повернувся у стрій 31 жовтня, але не міг розвивати максимальну швидкість. Повноцінний ремонт був здійснений навесні 1941 року.
Рішення італійців розділити свою ескадру на 2 частини було помилковим, оскільки окремо вони не мали змоги протидіяти кораблям супроводу. 